# Seznam trgov Občine Gorica
Seznam trgov v Gorici.

## Seznam trgov
| Slovensko ime                                               | Slika | Izvor imena | Italijansko ime                         | Ceste in ulice | Znamenitosti | Nekoč |
| ----------------------------------------------------------- | ----- | --- | --------------------------------------- | --- | --- | --- |
| Travnik                                                     |       | Nekdanji travnik pod Goriškim gradom                                                                                   | Piazza della Vittoria                   | - Raštel - Rimska ul. - Oberdankova ul. - Mamelijeva ul. - Carduccijeva ul. - Bombijeva ul. - ul. Nadškofstva      | - Cerkev sv. Ignacija Lojolskega - Neptunov vodnjak, - palača Goriške prefekture - Kapela čaščenja Križa.                        | Piazza Grande, Veliki trg                                                                                          |
| Trg Evrope                                                  |       | Evropa, celina | Piazzale/piazza della Transalpina       | - Kolodvorska pot - Caprinova ul. - Foscolova ul. - Percotova ul. - Luzzatova ul.                                  | - meja med Slovenijo in Italijo - Železniška postaja Nova Gorica                                                                 | |
| Trg sv. Andreja                                             |       | Sveti Andrej Apostol, pomemben krščanski svetnik                                                                       | Piazza Sant'Andrea                      | - ul. Debele griže - Tabaieva ul.                                                                                  | - Cerkev svetega Andreja | |
| Stari trg/Trg šenhaus (Trg sv. Antona)                      |       | | Piazza Sant'Antonio                     | - Rabattova ul. - Alvianova ul.                                                                                    | - Palača Lantieri - Samostan sester klaris                                                                                       | |
| Stolni trg (Cavourjev trg)                                  |       | Camillo Benso, grof Cavourja, zagovornik združitve Italije, predsednik vlade in minister Kraljevine Italije            | Piazza (Camillo Benso, conte di) Cavour | - D'Annunziov drevored - Marconijeva ul. - Rabattova ul.                                                           | - Kvestura - Hiša Ungrispach, ki jo je leta 1441 zgradil Simon Volker - tabla Primožu Trubarju - Michelstädterjev kip - Stolnica | piazza del Duomo, Stolniški trg                                                                                    |
| Trg sv. Roka                                                |       | Sveti Rok iz Montpelliera, francoski romar in tavmaturg                                                                | Piazza San Rocco                        | - Dolga ul. - Lantierijeva ul. - Venierova ul. - Parcarjeva ul.                                                    | - Cerkev sv. Roka - obelisk | |
| Trg na Kornu (De Amicisov trg)                              |       | Koren, potok, ki teče med Gorico in Novo Gorico (Edmondo De Amicis, ligurski novinar in vojak)                         | Piazza Edmondo De Amicis                | - Pellicova ul. - Formicova ul. - ul. Balilla - Carduccijeva ul. - Svetnikova ul.                                  | Palača Attems Petzenstein (Pokrajinski muzeji)                                                                                   | piazza Corno, Trg na Kornu                                                                                         |
| Trg pred Stolnico                                           |       | Stolnica sv. Hilarija in Tacijana                                                                                      | Corte Sant'Ilario                       | - Colobinijeva ul. - Oberdankova ul. - Travnik                                                                     | Stolnica | |
| Reški trg                                                   |       | Reka, hrvaško mesto v Primorsko-goranski županiji                                                                      | Piazza Fiume                            | - Zadrska ul. - Puljska ul.                                                                                        | Zelenica, igrišče za otroke | |
| Ritterjev trg                                               |       | Enrico Ritter | Piazzale Enrico Ritter                  | - Totijeva ul. - Kolumbova ul. - Spazzapanova ul.                                                                  | Park Stražce (zelenica) | |
| Seneni trg (Trg Divizije »Julia«)                           |       | Seneni trg (Divizija »Julia«)                                                                                          | Piazza Divisione Julia                  | - Bellinijeva ul. - Codellijeva ul. - Randacciova ul. - Mattiolijeva ul.                                           | Znanstveni licej Vojvode Abrucev                                                                                                 | nekoč Piazza Nuova (Novi trg), piazza Carlo Bertolini(Bertolinijev trg) (1827-1899), piazza del Fieno (Seneni trg) |
| Basagliov trg                                               |       | Franco Basaglia, beneški psihiater in nevrolog, deloval je v Gorici                                                    | Piazzale Franco Basaglia                | - Vittoriovenetska ul. (Šempetrska ul.)                                                                            | - Basagliov park - razne zdravstvene ustanove                                                                                    | |
| Telovadni trg (Battistijev trg)                             |       | Cesare Battisti, trentski poslanec na Dunaju                                                                           | Piazza Cesare Battisti                  | - Petrarcova ul. - Rismondova ul.                                                                                  | Spomenik bersaljerju Enricu Totiju                                                                                               | |
| Gorišček (Trg zlatih medalj)                                |       | Gorišček (zlate medalje)                                                                                               | Piazzale Medaglie d’Oro                 | - Pellicova ul. - Korziška ul. - ul. Balilla - Orzonijeva ul. - Palladiova ul. - ul. Svete gore - Mighettijeva ul. | - krožišče - Umetniški licej Maksa Fabianija                                                                                     | |
| Trg mestne hiše (Trg pred županstvom)                       |       | Mestna hiša oz. Palača Attems Sv. Križ (Attems-Heiligenkreuz)                                                          | Piazza del Municipio                    | - Cascinova ul. - Saurova ul. - Barzellinijeva ul. - De Gasperijeva ul. - Garibaldijeva ul. - Mazzinijeva ul.      | Mestna hiša | |
| Trg sinje modrih atletov Italije                            |       | Italijanski športniki, znani kot »azzurri«                                                                             | Piazzale Atleti Azzurri d'Italia        | - Ul. Pešakove Mati Božje                                                                                          | | |
| Benardellijev trg                                           |       | Gualtiero Benardelli, častnik, raziskovalec in diplomat, rojen v Krminu in umrl v Gorici                               | Piazzetta Gualtiero Benardelli          | - Kraška ul. - Ul. Debele griže                                                                                    | | |
| Czörnigov trg                                               |       | Karl von Czörnig, avstrijski statistik in zgodovinar, rojen v vasi Černousy in umrl v Gorici                           | Piazzale Karl von Czoernig              | - Garzarollijeva ul. - Toscaninijeva ul.                                                                           | | |
| Trg Divizije »Mantova«                                      |       | 16. septembra 1947 je 114. pehotni polk »Mantova« kot prvi vstopil v Gorico, ki je bila dodeljena Italiji              | Piazzale Divisione Mantova              | - Oglejska ul. - Ul. barke - Ul. Debele griže                                                                      | | |
| Einaudijev trg                                              |       | Luigi Einaudi, drugi predsednik Italijanske republike                                                                  | Piazzale Luigi Einaudi                  | - Totijeva ul. | | |
| Gimonov trg                                                 |       | Stefano Gimona, kaplan župnije sv. Ignacija v Gorici                                                                   | Piazzetta don Stefano Gimona            | - Svetniška ul. - Vaccanova ul.                                                                                    | | |
| Trg delavskih mojstrov                                      |       | »Delavski mojster« je častni naziv, ki ga prejmejo prejemniki Zvezde za delavske zasluge (Stella al merito del lavoro) | Piazzale Maestri del Lavoro             | - Ul. barke | Goriški sejem | |
| Trg pred železniško postajo (Trg mučenikov svobode Italije) |       | Južna postaja | Piazzale Martiri della Libertà d'Italia | - Oglejska ul. - Korzo Italije - Cipresna ul. (Ul. Vojvode iz Aoste)                                               | | |
| Trg italijanskega risorgimenta                              |       | Risorgimento oz. združitev Italije                                                                                     | Piazzale Risorgimento Italiano          | - Morassijeva ul. - Garzarollijeva ul. - Tržaška ul.                                                               | | |
| Trg svetega Frančiška Asiškega                              |       | Sveti Frančišek Asiški, krščanski redovni ustanovitelj                                                                 | Piazza San Francesco d'Assisi           | - Ul. Fajtjega hriba - Vittoriovenetska ul. - Kapucinska ul.                                                       | | |
| Sabov trg                                                   |       | Umberto Saba, tržaški pisec, umrl je v Gorici                                                                          | Piazzale Umberto Saba                   | - Korzo Italije - Di Manzanova ul. - Oglejska ul.                                                                  | - krožišče - Cerkev sv. Janeza od Boga in Justa                                                                                  | |
| Seghizzijev trg                                             |       | Augusto Cesare Seghizzi, istrski skladatelj in zborovodja, rojen v Bujah in umrl v Gorici                              | Piazzale Augusto Cesare Seghizzi        | - Gornje mesto | Kapela sv. Duha | |
| Mali trg (Tommaseov trg)                                    |       | Niccolò Tommaseo, dalmatinski pisatelj in jezikoslovec, rojen v Šibeniku                                               | Piazza Niccolò Tommaseo                 | - Brassova ul. - Semeniška ul. - Stopniška ul. - Placuta                                                           | Park Nore Gregor | |
| Culiatov trg                                                |       | Giordano Culiat | Largo Giordano Culiat                   | - Brassova ul. - Diazova ul. - Margottijeva ul. - Cadornova ul. - Leopardijeva ul. - Orianijeva ul.                | Vila Louise | |
| Trg rumenih plamenov (»Fiamme Gialle«)                      |       | »Gruppi Sportivi Fiamme Gialle« so šortna struktura Finančne straže                                                    | Largo Fiamme Gialle                     | - Cravosova ul. - Kugyjeva ul. - Giustinianijeva ul. - Alvianova ul.                                               | Rdeča hiša | |
| Michielijev trg                                             |       | Cesare Michieli, italijanski domoljub, rojen v Campolongu in umrl v Červinjanu                                         | Largo Cesare Michieli                   | - Cordonova ul. | | |
| Pacassijev trg                                              |       | Nikolaus Pacassi, avstrijski arhitekt, avtor palač Attems Petzenstein v Gorici in Schönbrunn na Dunaju                 | Largo Nicolò Pacassi                    | - Brassova ul. - Trg na Kornu - Kornska ul. (Ul. balilla) - Formicova ul. - Pellicova ul.                          | Palača Attems Petzenstein (Pokrajinski muzeji)                                                                                   | |
| Trg 27. marca                                               |       | Rim razglašen kot glavno mesto Italije                                                                                 | Largo XXVII marzo                       | - Mamelijeva ul. - Oberdankova ul. - Travnik                                                                       | Poštna palača arhitekta Angiola Mazzonija                                                                                        | |
| Staničevo parkirišče                                        |       | Valentin Stanič,, rimskokatoliški duhovnik in pisec, umrl v Gorici                                                     | Piazza Valentin Stanič                  | | | |
| Trg Lojzeta Bratuža                                         |       | Lojze Bratuž, slovenski zborovodja, skladatelj in protifašist                                                          | Piazzale Lojze Bratuž                   | - Drevored 20. septembra (C. novega mostu)                                                                         | | |